# Нікитинський Леонід Васильович
Нікитинський Леонід Васильович (рос. Никитинский Леонид Васильевич; нар. 13 вересня 1953, Москва) — російський журналіст та письменник. Оглядач і член редколегії «Нової газети», кандидат юридичних наук, член Ради з прав людини при президенті РФ.
Ввів в суспільний обіг поняття «свавілля» в сучасному значенні.

## Біографія
Народився у Москві, у сім'ї одного з головних учених у галузі трудового права, доктора юридичних наук, професора Нікитинського Василя Івановича (1923—1992).
Закінчив юридичний факультет МГУ імені М. В. Ломоносова.
Працював у Всесоюзному інституті законодавства, в ВЦРПС, доцентом кафедри економіки ВДІКу.
У 1989—1992 роках був спеціальним кореспондентом, потім політичним оглядачем газети «Комсомольська правда».
У 1992—1994 роках одночасно працював політичним оглядачем газети «Вісті» і кореспондентом «Радіо Свобода».
До 2011 року очолював РОО «Гільдія судових репортерів».
З 2008 по 2017 рік був секретарем Спілки журналістів Росії.

## Творчість
Більшість публікацій Леоніда Нікитинского присвячено російській судовій і правовій системі. У своїх статтях він часто аналізує «зіткнення» особистості, громадянської позиції та державної машини. Л. В. Нікитинський нерідко «бере під контроль» долю людини, що стала вже одного разу героєм його публікації. Серед таких його героїв журналістка Айгуль Махмутова, архітектор-реставратор Олександр Попов та інші.
Крім великого числа журналістських публікацій, Леонід Нікітінський є автором сценарію художнього фільму «Свавілля» (1989).
Його перу належить роман «Таємниця нарадчої кімнати» (2008).

## Нагороди
- Золотий Почесний знак «Суспільне визнання» (1999)[2].
- Премія «Золоте перо Росії» (2005)[6][7].